# Pavlovo (Ukrajina)
Pavlovo, česky také Pavlová (ukrajinsky Павлово, do roku 1995 Павловe, maďarsky Kispálos) je obec ve vesnické komunitě Poljana v Mukačevském okrese Zakarpatské oblasti Ukrajiny. V roce 2001 zde žilo 770 obyvatel.
Součástí obce je bývalá vesnice Malá Melnyčna (ukrajinsky Мала Мельнична).

## Minerální prameny
Jak je uvedeno v monografii Tivadara Lehoczkého, minerální voda z Pavlovských pramenů se úspěšně prodávala. Na studiu vody obce Pavlovo se podílel doktor Josip Rožai, který prokázal, že tato voda je užitečná při poruchách dýchacího ústrojí, plic, dysfunkci břišní dutiny, kornatění jater, ledvinových potížích a hemeroidech. onemocnění močového měchýře a děložních kanálků u žen. Vzhledem k tomu, že pramen Pavlov měl příliš malou zásobu vody (pouze 12,0 metrů krychlových za den), nebyl využíván a v současné době není využíván k hromadnému použití.
Ještě po 2. světové válce v Pavlově v traktu Kvasok fungovaly fontány, kde se lidé koupali v horkých koupelích, a tato léčba měla fantastické výsledky. Hovořilo se o nemocných lidech, kteří sem byli přivezeni a odtud již odešli bez cizí pomoci.

## Osobnosti
- Martin Greenfield (1928–2024) – jako dospívající byl odvlečen do Osvětimi, kde byla vyvražděna jeho rodina. Po válce emigroval do USA, kde se stal velmi úspěšným krejčím, mezi jehož klienty patřili američtí prezidenti.